# Psychotria plantaginoidea
Psychotria plantaginoidea là một loài thực vật có hoa trong họ Thiến thảo. Loài này được E.M.A.Petit miêu tả khoa học đầu tiên năm 1966.